# Laurence Jackson
Laurence Jackson (Carnwath, 16 september 1900 - Biggar, South Lanarkshire, 27 juli 1984) was een Brits curlingspeler.

## Biografie
Jackson nam samen met zijn vader William deel aan de Olympische Winterspelen 1924 in het Franse Chamonix. Jackson won tijdens deze spelen de gouden medaille.